# 乌兰白镇
乌兰白镇，是中华人民共和国辽宁省朝阳市凌源市下辖的一个乡镇级行政单位。

## 行政区划
乌兰白镇下辖以下地区：
太平沟村、边家梁村、哈叭气村、乌兰白村、蔡杖子村、房申村、十二官营子村和七间房村。